# Teddi King
Teddi King (Boston, Massachusetts, 18 de setembre de 1929 – 18 de novembre de 1977) era una vocalista de jazz i pop estatunidenca. Nascuda com a Theodora King, va guanyar un concurs de cant presentat per la Dinah Shore al Boston's Tributary Theatre, anant posteriorment en una gira amb la intenció d'«animar els militars en la pausa entre la 2a Guerra Mundial i la Guerra de Korea». En aquest període va millorar la seva tècnica vocal i de piano i va fer el seu primer enregistrament amb Nat Pierce l'any 1949, després ho va fer amb el Beryl Booker Trio i diversos grups petits entre 1954 i 1955. Aquests enregistraments eren disponibles en tres àlbums de Storyville. Després va fer una gira de dos anys amb George Shearing que va començar l'estiu de 1952, i durant un temps va tenir com a mànager el conegut George Wein. Posteriorment va actuar durant un temps a Las Vegas.
Finalment va signar amb la companyia RCA, enregistrant tres àlbums per l'etiqueta, començant el 1956 amb Bidin' My Time. També va tenir algun èxit menor a les llistes d'exits amb el senzills «Wonderful» (que va arribar al Top 20 l'any 1956), «Married I Can Always Get» i «Say It Isn't So» (totes dues van entrar al Top 100 de 1957–1958). L'any 1959 va publicar l'àlbum «All the Kings' Songs» amb gran èxit de crítica, en què interpretava cançons contemporànies d'intèrprets masculins com Frank Sinatra i Nat King Cole (els «reis» del títol de l'àlbum). Durant els anys 60, va obrir el Playboy Club, on actuava sovint. Després de desenvolupar lupus, va tornar de forma breu l'any 1977 per publicar un àlbum amb la participació d'en Dave McKenna i dos àlbums més enregistrats per Audiophile que es van publicar a títol pòstum. Va morir per causa de la seva malaltia el 18 de novembre de 1977. L'estil de King, influenciat per Lee Wiley, Mildred Bailey i Mabel Mercer, li ha merescut un petit però fidel grup de seguidors.

## Discografia
- Storyville Presents Teddi King (1954, Storyville)
- Now in Vogue (1955, Storyville)
- Bidin' My Time (1956, RCA)
- A Girl and Her Songs (1957, RCA)
- To You From Teddi King (1957, RCA)
- All the King's Songs (1959, Coral)
- Lovers and Losers (1976, Audiophile)
- This is New (1977, Inner City)
- Someone to Light Up Your Life (1979, Audiophile)
- In the Beginning, 1949-1954 (2000 compilation, Baldwin Street Music)
- 'Round Midnight (2008, Flare)